# Quintana del Castillo
Quintana del Castillo es un municipio y villa española de la provincia de León, en la comunidad autónoma de Castilla y León. Se encuentra en la comarca de La Cepeda y cuenta con una población de 717 habitantes (INE 2024).

## Entorno natural
Situado a 1023 metros sobre el nivel del mar, al norte se encuentra cercado por una sierra, cuyo punto más alto es el pico Pozofierro (1524 m). A cuatro kilómetros de Quintana del Castillo está el embalse de Villameca.

## División administrativa
Los núcleos urbanos que constituyen el municipio son:
- Abano
- Castro de Cepeda
- Donillas
- Escuredo
- Ferreras
- Morriondo
- Palaciosmil
- Quintana del Castillo
- Riofrío
- San Feliz de las Lavanderas
- Veguellina (La)
- Villameca
- Villarmeriel

## Demografía
Cuenta con una población de 717 habitantes (INE 2024).
| Gráfica de evolución demográfica de Quintana del Castillo entre 1857 y 2021                                           |
| |
| Población de derecho según los censos de población del INE. Población de hecho según los censos de población del INE. |

## Instalaciones
El pueblo cuenta con una panadería, una farmacia, una tienda, un estanco, un polideportivo y un parque para los niños, y una casa para la consulta médica determinados días.

## Patrimonio inmaterial
En agosto se celebran las fiestas del pueblo con varias actividades programadas para niños y mayores:
- Concurso gastronómico
- Pruebas de bicicleta y juegos en el polideportivo para niños
- Excursión a pueblos cercanos
- Concurso de disfraces
- Verbena con orquesta y disco móvil

## Galería de imágenes
|                       |
| Iglesia de San Julián |

|                   |
| Casa consistorial |

|        |
| Laguna |